# Vész János Ármin
Vész János Ármin (Weiss) (Szeged, 1826. április 7. – Budapest, 1882. június 29.) magyar matematikus, mérnök, műegyetemi tanár, sakkozó, sakkfeladványszerző.

## Életpálya
A pesti Mérnöki Intézetben 1848-ban szerzett diplomát. Az 1848–49-es forradalom és szabadságharc idején kormánymegbízásból a Debrecen-szatmári vasút kitűzésén dolgozott. 1849-től a Mérnöki Intézet tanársegéde, majd helyettes tanára. A Mérnöki Intézet és a József Ipartanoda egyesítése után 1851-től ugyancsak tanár, majd 1857-től műegyetemi tanár.  1874-1875 között az egyetem rektora. 1858-ban a Magyar Tudományos Akadémia levelező, 1868-ban rendes tagjának választotta. 1859-től a palermói tudományos akadémia levelező tagja, 1860-tól a Királyi Magyar Természettudományi Társulat tagja, 1862-63-ban annak titkára volt. Több középiskolai tanárvizsgáló-bizottságnak és a tanárképző-intézetnek tagja volt. Weiss családi nevét 1862-ben változtatta Vészre.
1861-ben "Felsőbb mennyiségtanáért" az Akadémia nagydíját kapta meg. 1871-ben a műegyetem első prorektora, 1874-75-ben pedig rektora volt.
Erős sakkozó és feladványszerző, az 1864-ben újjáalakult Pesti Sakk-kör alapító tagja volt. A Pesti Sakk-kör megalakulása után több versenyen játszott, feladványai pedig a Vasárnapi Újságban és a Magyarország és a Nagyvilágban sűrűn jelentek meg.

## Kutatási területei
Variációszámítással és biztosítási matematikával foglalkozott, de munkássága igazán pedagógiai szempontból jelentős.

## Írásai
Ő írta az első magyar nyelvű műegyetemi tankönyvet.
- Leirati mértan 1. rész. A vetülettan. Pest, 1865.
- Biztosítási kölcsön : új életbiztosítási nem. Pest, 1868.
- Legrövidebb távolok a körkúpon. Pest, 1869.
- A legkisebb négyzetek elmélete és bevezetésül a valószínűségi hánylat elemei. Pest, 1869.
- Adalék a visszafutó sorok elméletéhez. Budapest, 1874

## Szakmai sikerek
- 1859-ben a palermói tudományos akadémia levelező tagjává választotta.
- 1858-tól a Magyar Tudományos Akadémia (MTA) tagja.